# 矾山镇 (涿鹿县)
矾山镇，是中华人民共和国河北省张家口涿鹿县下辖的一个乡镇级行政单位。

## 行政区划
矾山镇下辖以下地区：
矾山镇社区、矾山磷矿社区、孟家窑村、龙王堂村、南关村、大街村、东关村、北关村、水磨村、五堡村、四堡村、三堡村、古城村、上七旗村、下七旗村、谷家房村、肖家堡村、马槽沟村、燕王沟村、李家堡村、山兑村、六堡村、焦家梁村、子方口村、柳村庄村、董家庄村、苇子村、塔儿寺村和观音殿村。